# Joanna Majdan
Joanna Majdan (ur. 9 czerwca 1988 w Koszalinie) – polska szachistka, arcymistrzyni od 2009 roku.

## Kariera szachowa
Jest wielokrotną medalistką mistrzostw Polski juniorek. W 1998 r. zdobyła w Krynicy brązowy medal w kategorii do 10 lat, a w 2002 – złoty medal na mistrzostwach kraju do lat 14, rozegranych w Żaganiu oraz na mistrzostwach w szachach szybkich. W tym samym roku zajęła IV miejsce na mistrzostwach świata w Iraklionie w tej samej kategorii wiekowej. Rok później zdobyła dwa złote medale mistrzostwa kraju w szachach szybkich i błyskawicznych (oba w grupie do lat 16). W roku 2004 kolejne dwa złote medale wywalczyła w Łebie (do lat 16) oraz w Środzie Wielkopolskiej (do lat 20), zaś następne dwa (również złote) – na mistrzostwach Polski do lat 16 w szachach błyskawicznych i szybkich. W tym samym roku odniosła również duży sukces, zdobywając w Iraklionie tytuł wicemistrzyni świata juniorek do lat 16. W roku 2005 odniosła kolejne sukcesy: zdobyła brązowy medal mistrzostw świata juniorek do lat 18 w Belfort, mistrzostwo Polski w szachach szybkich (do lat 20), wicemistrzostwo w szachach błyskawicznych oraz zadebiutowała w finale mistrzostw Polski kobiet. Rok 2006 był w jej karierze równie udany: po raz drugi wystąpiła w finale mistrzostw Polski kobiet (Trzebinia, V miejsce), zdobyła złoty medal na mistrzostwach Polski juniorek do lat 20 (w Środzie Wielkopolskiej) oraz wywalczyła wicemistrzostwo Polski kobiet w szachach błyskawicznych. W 2007 r. zdobyła w Mielnie drugi w karierze tytuł wicemistrzyni kraju w szachach błyskawicznych, natomiast w 2008 r. – złoty medal w mistrzostwach Polski do 20 lat oraz srebrny w indywidualnych mistrzostwach Polski kobiet. W 2009 r. zdobyła w Bogatyni brązowy medal w finale mistrzostw Polski. W 2012 r. zdobyła drugi w karierze tytuł wicemistrzyni Polski. W 2013 r. podzieliła I m. (wspólnie z Nino Baciaszwili) w rozegranym we Wrocławiu memoriale Krystyny Radzikowskiej.
Wielokrotnie reprezentowała Polskę w rozgrywkach drużynowych, m.in.:
- trzykrotnie na olimpiadach szachowych (w latach 2006, 2008, 2010); medalistka: indywidualnie – złota (2008 – na IV szachownicy)[4],
- na drużynowych mistrzostwach świata (w roku 2009); medalistka: indywidualnie – srebrna (2009 – na IV szachownicy)[5],
- trzykrotnie na drużynowych mistrzostwach Europy (w latach 2009, 2011, 2013); trzykrotna medalistka: wspólnie z drużyną – srebrna (2011) i brązowa (2013) oraz indywidualnie – złota (2009 – na V szachownicy)[6].

Najwyższy ranking w dotychczasowej karierze osiągnęła 1 listopada 2013 r., z wynikiem 2420 punktów zajmowała wówczas 58. miejsce na światowej liście FIDE, jednocześnie zajmując 2. miejsce (za Moniką Soćko wśród polskich szachistek).